# Protephedrus terciarius
Protephedrus terciarius är en stekelart som beskrevs av Quilis 1940. Protephedrus terciarius ingår i släktet Protephedrus och familjen bracksteklar. Inga underarter finns listade i Catalogue of Life.